# Розовое и голубое (Ренуар)
«Розовое и голубое» (фр. Rose et bleu), также известная под названиями «Мадемуазели Каэн д’Анвер» (фр. Les Demoiselles Cahen d'Anvers) и «Алиса и Элизабет Каэн д’Анвер» (фр. Alice et Élisabeth Cahen d'Anvers) — картина в стиле импрессионизма французского художника Огюста Ренуара, на которой изображены дочери банкира Луи Рафаэля Каэн д’Анвер и его супруги Луизы, урождённой Марпурго. Полотно написано в 1881 году в Париже и представляет собой живопись маслом на холсте размером 119×74 см. В настоящее время хранится в Художественном музее в Сан-Паулу.

## Описание
Две девочки стоят перед тяжёлой бордовой шторой, отодвинутой назад и открывающей роскошный интерьер. На них одинаковые вечерние платья с лентами, поясами и чулками, но разного цвета. На старшей справа оно голубое. На младшей слева — розовое. Девочки безупречно причёсаны. Они держат друг друга за руки. Младшая смотрит на зрителя так, словно вот-вот заплачет. Старшая, напротив, гордо позирует художнику для портрета.
По словам искусствоведа Эухении Горини-Эсмеральдо, портрет девочек возвращает зрителя к «внушительным портретам в полный рост, написанным Ван Дейком в XVII веке, в которых художник передаёт красками и нежностью тонов всю свежесть и откровенность. Девочки почти материализуются перед зрителем: одна, в голубом, с её тщеславием, а другая, в розовом, — с какой-то грустью в глазах, готовая расплакаться».

## Провенанс
Картина была написана в доме 66 на Авеню Монтень в Париже, где с 1873 года проживала семья банкиров и аристократов Каэн д’Анвер. Ренуара с заказчиком познакомил коллекционер Шарль Эфрусси, владелец «Газеты изящных искусств» и друг семьи (любовник супруги главы семейства). Граф Луи Каэн д’Анвер заказал живописцу портреты трёх своих дочерей — старшей Ирен, средней Элизабет и младшей Алисы. Работа над портретом средней и младшей дочерей банкира заняла длительное время. До конца февраля 1881 года состоялось несколько сеансов позирования, после чего Ренуар уехал в Алжир. В письме от 4 марта 1881 года к Теодору Дюре он признался: «Я ушёл сразу после того, как закончил портрет девочек Каэн, и так устал, что даже не могу сказать, хороша картина или плоха». Полотно, вместе с портретом старшей дочери банкиров, участвовало в выставке Парижского салона 1881 года. Однако заказчик, судя по всему, остался недоволен портретом. За работу автору с задержкой в год была выплачена скромная сумма в 1500 франков, а саму картину поставили в крыле дома, где жила прислуга.
В 1900 году полотно было обнаружено дилерами Бернхайм-Жюнь в доме на Авеню Фош в Париже, где его оставили прежние владельцы. В 1910—1913 годах картина демонстрировалась в галерее Бернхайм-Жюнь в Париже. Затем портрет хранился в частном собрании Гастона Бернхайма де Вильера в Монте-Карло, который продал его американскому коллекционеру Сэму Зальцу. Магнат хранил картину в своей резиденции в Нью-Йорке. В 1952 году полотно было выставлено на аукцион в галерее Вильденштейна в Нью-Йорке. 7 июля того же года картину приобрёл Художественный музей Сан-Паулу на средства, пожертвованные его основателем Ассисом Шатобрианом.